# Brüder Unserer Lieben Frau von Sion
Die katholische Priestergemeinschaft der Brüder Unserer Lieben Frau von Sion ist ein Zweig der Gründung des Théodore Ratisbonne, zu dem auch noch ein aktiver Schwestern Unserer Lieben Frau von Sion (Notre Dame de Sion), und ein kontemplativer Schwesternzweig Notre Dame de Sion - La Solitude gehören. Die Gemeinschaft, die heute in 24 Ländern der Erde vertreten ist, wurde 1852 gegründet. Patronin der Kongregation ist Unsere Liebe Frau in Jerusalem.